# Oficina Imperial Colonial
La Oficina Colonial Imperial u Oficina Imperial de las Colonias (del alemán: Reichskolonialamt) fue la agencia gubernamental del Imperio Alemán que tenía como responsabilidad la administración de los protectorados o colonias alemanas de ultramar. Luego de la Primera Guerra Mundial, la agencia fue reemplazada el 20 de febrero de 1929 por el Ministerio Colonial Imperial. Este último se ocupó de lidiar con los asentamientos y cierre de las colonias ocupadas y perdidas.

## Desarrollo y reorganización
Desde su creación en 1884, un servicio de administración colonial cumplió funciones administrativas (políticas y administración) para el brazo ejecutivo del gobierno imperial alemán. Hasta 1907 esta responsabilidad recaía sobre el Departamento Colonial (Kolonialabteilung) como una subsección del Ministerio de Asuntos Exteriores (Auswärtiges Amt). A partir de 1896 el departamento también supervisó los ejércitos coloniales o fuerza de protección, la Schutztruppe, con su cuartel general, siendo agregado al Ministerio de la Marina (Reichsmarineamt). A finales del siglo XIX surgió la necesidad de crear una agencia separada y de mayor rango que reportara directamente al Canciller Imperial. A principios de 1907 el Reichstag sacó el departamento colonial del Ministerio de Exteriores y elevó el departamento a un Ministerio, la Reichskolonialamt, que sería administrada por un ministro de nivel de gabinete. El nuevo ministerio estaba ubicado en la Wilhelmstrasse de Berlín. Esta nueva ley representaba una reorganización completa y fue en respuesta directa a la llamada "elección Hottentot" a nivel nacional, por haber habido alegaciones de malversación de fondos coloniales, corrupción y brutalidad (véase África del Sudoeste Alemana en la prensa alemana. Esta agitación luego involucró amplios cambios de personal en posiciones civiles en las colonias. La estructura de mando de la Schutztruppe también fue reorganizada y trasladada a Mauerstrasse, cerca de la Reichskolonialamt.
El nuevo ministro de la Reichskolonialamt reportaba directamente al jefe de gobierno, el canciller.

### Secretarios de laReichskolonialamt
- Bernhard Dernburg (1865-1937), mayo de 1907 – 9 de junio de 1910
- Friedrich von Lindequist (1862-1945), 10 de junio de 1910 – 3 de noviembre de 1911
- Wilhelm Solf (1862-1936), 20 de diciembre de 1911 – 13 de diciembre de 1918
- Johannes Bell (1868-1949), Emisario Colonial Político en la Conferencia de Paz de París del 13 de febrero de 1919 al 20 de junio de 1919

## Estructura
Esta nueva Reichskolonialamt tenía tres departamentos:
- Departamento A tenía funciones políticas y administrativas generales.
- Departamento B administraba tareas fiscales, técnicas y de transporte.
- Departamento C se encargaba de temas de recursos humanos.
- El buró subordinado Kolonialhauptkasse se encargaba de los desembolsos, pagos de salarios y otras transacciones financieras
- El mando central de la Schutztruppe era visto por lo general como un cuasi cuarto departamento, siendo así que los gobernadores coloniales eran los superiores nominales de los comandantes de las tropas en el campo.

El gabinete de asesores coloniales, o Kolonialrat, fue reemplazado en 1908 (luego de importantes reformas en 1907) por un panel de expertos independientes. Una comisión científica y geográfica para exploraciones (Landeskundliche Kommission) funcionó mucho antes de que su misión fuera modificada y sustituida en 1911 por la comisión económica permanente (Ständige Wirtschaftliche Kommission). Otras comisiones fueron creadas por el Consejo de Agricultura de Alemania y tenían como función asesorar a la Oficina Colonial.
Los registros de la Reichskolonialamt  y otros documentos de las colonias se preservan hoy en día en la oficina de Berlín-Lichterfelde de los Archivos Federales de Alemania, anteriormente alojados en el Deutsches Zentralarchiv en Potsdam, una agencia del anterior régimen de la Alemania Oriental.